# Edison-Richardson-Effekt

Der Edison-Richardson-Effekt an einer Elektronen-„Röhre“

Der Edison-Richardson-Effekt (auch glühelektrischer Effekt, Glühemission, thermionische Emission, Edison-Effekt oder Richardson-Effekt) beschreibt die Aussendung von Elektronen aus einer geheizten Glühkathode (meist im Vakuum). Die Mindesttemperaturen liegen oberhalb von 900 K und hängen stark vom Material der Oberfläche ab.

## Allgemeines
Die Elektronen überwinden aufgrund ihrer thermischen Energie die charakteristische Austrittsarbeit des Metalls bzw. der Oxidschicht. Werden die freien Elektronen nicht durch ein elektrisches Feld abgesaugt, bilden sie um die Glühkathode im Vakuum eine Raumladungswolke aus und laden in der Nähe befindliche Elektroden gegenüber der Kathode negativ auf. Dieser Effekt kann zur direkten Umwandlung thermischer in elektrische Energie genutzt werden. Der Wirkungsgrad dieses thermionischen Generators ist allerdings gering.
Für technische Anwendungen ist man bestrebt, die erforderliche Temperatur der Glühkathode möglichst gering zu halten, indem Materialien mit geringer Austrittsarbeit verwendet werden. Dies führte zur Entwicklung der Oxidkathode.

## Geschichte

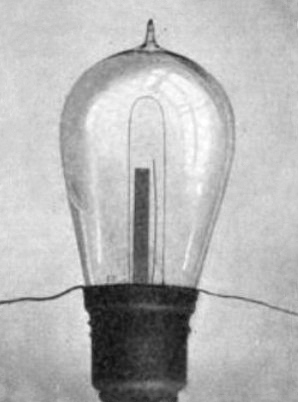
Historische Glühlampe, an der Edison den Effekt beobachtete

Der Effekt wurde erstmals 1873 von Frederick Guthrie beschrieben. Er entdeckte, dass ein positiv geladenes Elektroskop entladen wird, wenn man ein geerdetes, glühendes Metallstück in die Nähe brachte. Bei negativ geladenem Elektroskop passiert nichts, woraus folgte, dass glühendes Metall nur negative Ladung abgeben kann.
Thomas Edison hat diese Erscheinung im Jahr 1880 bei Experimenten mit Glühlampen wiederentdeckt und meldete 1883 eine darauf beruhende Anwendung zum Patent an. Julius Elster und Hans Friedrich Geitel untersuchten zwischen 1882 und 1889 systematisch die von einem heißen Draht abgegebene Ladung. Die Sättigungsstromdichte wurde 1901 von Owen Willans Richardson rechnerisch in der Richardson-Gleichung erfasst, wofür er 1928 mit dem Nobelpreis für Physik ausgezeichnet wurde.

## Richardson-Gleichung
Die Richardson-Gleichung beschreibt die Stromdichte J der aus einem Metall bei hohen Temperaturen austretenden Elektronen. Sie lautet
{\displaystyle J=AT^{2}\mathrm {e} ^{-{\frac {W_{\mathrm {e} }}{k_{\mathrm {B} }T}}}},
hierbei ist T die Temperatur, We die Auslösearbeit für Elektronen, kB die Boltzmann-Konstante und A die Richardson-Konstante.
Die Auslösearbeit für Elektronen liegt im Allgemeinen etwa 1 bis 6 eV. Die Richardson-Konstante hängt vor allem vom verwendeten Metall und von der Oberflächenbeschaffenheit ab und liegt bei knapp {\displaystyle 10^{6}{\tfrac {\mathrm {A} }{\mathrm {m^{2}K^{2}} }}}. Für Metalloxide liegt sie weitaus niedriger.
Nach Saul Dushman (1883–1954) kann die Richardson-Konstante wie folgt abgeschätzt werden:
{\displaystyle A={\frac {4\pi \;\!mk_{\mathrm {B} }^{2}e}{h^{3}}}=1{,}20173\cdot 10^{6}\,{\frac {\mathrm {A} }{\mathrm {m^{2}\,K^{2}} }}}
Dabei ist m die Elektronenmasse, e  die Elementarladung und h die Planck-Konstante. Die Gleichung
{\displaystyle J={\frac {4\pi \;\!me}{h^{3}}}(k_{\mathrm {B} }T)^{2}\mathrm {e} ^{-{\frac {W_{\mathrm {e} }}{k_{\mathrm {B} }T}}}}
wird auch als Richardson-Dushman-Gleichung bezeichnet.
Ein Korrekturterm zur Austrittsarbeit ergibt sich bei sehr hoher Feldstärke durch den Schottky-Effekt. In diesem Arbeitsbereich spricht man von Schottky-Emission.

## Anwendungen
Die Glühemission wird zur Erzeugung freier Elektronen in Elektronenröhren verwendet. Darin fließt in einem hochevakuierten Gefäß zwischen der direkt oder indirekt beheizten Glühkathode und der Anode ein (Elektronen-)Strom, der ggf. durch dazwischenliegende Gitter gesteuert werden kann.
Elektronenröhren ermöglichen die Verstärkung von elektrischen Signalen, im Tonfrequenzbereich und im Hochfrequenzbereich, bei Sendern und Empfängern.
Mit Elektronenröhren wurde es möglich, nicht nur Morsezeichen, sondern auch Sprache, Musik und Bilder zu übertragen.
Die Elektronenstrahlröhre (braunsche Röhre) besteht aus einer Elektronenstrahl-Quelle mit anschließendem Ablenksystem. Anwendungen:
- zum Elektronenstrahlschmelzen und Elektronenstrahlverdampfen und Elektronenstrahlschweißen, auch im Rasterelektronenmikroskop.
- mit Leuchtschirm als Bildröhre in alten Fernsehern und Oszilloskopen.

Leuchtstofflampen mit heißer Kathode benutzen ebenfalls Glühemission. Bei vielen anderen Gasentladungslampen und auch Kohlenbogenlampen erhitzen sich die Elektroden durch die Entladung ebenfalls so weit, dass Glühemission eine Rolle spielt. Nicht der Fall ist dies jedoch bei Kaltkathodenröhren wie Leuchtröhren oder Glimmlampen sowie bei Blitzröhren.
Glühemission wird weiterhin bei Thyratrons, Magnetrons, Klystrons, Wanderfeldröhren und Vakuum-Fluoreszenzanzeigen verwendet. Auch hier dient sie der Erzeugung freier Elektronen.
Mit Hilfe der Glühemission kann die Austrittsarbeit bestimmt werden. Durch das elektrische Feld, welches benötigt wird, um die Elektronen von der Kathode zu entfernen, wird diese aber beeinflusst, sodass man den gemessenen Strom auf Feldstärke {\displaystyle E=0} extrapolieren muss.

## Nachteilige Auswirkungen der Glühemission
Glühemission ist bei Steuergittern von Elektronenröhren (wenn also das Gitter aufgrund von Erhitzung glüht) unerwünscht; hier führt sie zur sogenannten Gitteremission und zu hinderlichem Gitterstrom, der den Arbeitspunkt verschieben kann. Leistungsröhren erhalten darum meist Kühlfahnen (Strahlungskühlung) an den Enden der Gitter-Trägerstäbe; letztere sind zur guten Wärmeleitung meist aus Kupfer.

## Verwandte Effekte
- Äußerer Fotoeffekt
- Feldemission